# Каражар (Амангельдинский район)
Каражар (каз. Қаражар) — упразднённое село в Амангельдинском районе Костанайской области Казахстана. Входило в состав Амантогайского сельского округа. Код КАТО — 393437400. Ликвидировано в 2013 году.

## Население
По данным 1999 года, в селе не было постоянного населения. По данным переписи 2009 года в селе проживали 42 человека (21 мужчина и 21 женщина).